# أبو بكر القطيعي
أبو بكر أحمد بن جعفر بن حمدان بن مالك بن شبيب البغدادي المعروف بالقطيعي (273 - 368 هـ = 887 - 979 م) ، عالم ومُحدِّث مسلم، مسند العراق في عصره، ومن رواة مسند أحمد، من أهل بغداد، نسبته إلى (قطيعة الدقيق) فيها. له القطيعيات خمسة أجزاء في الحديث، ومسند العشرة.

## طلبه للعلم
- حدث عن: محمد بن يونس الكديمي، وبشر بن موسى، وإسحاق بن الحسن الحربي، وأبا مسلم الكجي، وإبراهيم الحربي، وأحمد بن علي الأبار، وإدريس بن عبد الكريم الحداد، وأبا خليفة الجمحي، وأبا شعيب الحراني، والحسين بن عمر الثقفي ، وموسى بن إسحاق الأنصاري، وعبد الله بن أحمد بن حنبل، وإبراهيم بن شريك، وجعفر بن محمد الفريابي، وأحمد بن محمد بن قيس المنقري، وأحمد بن الحسن الصوفي، وعبد الله بن العباس الطيالسي، والحسن بن الطيب البلخي.
- حدث عنه: الدارقطني، وابن شاهين، والحاكم النيسابوري، وابن رزقويه، وأبو الفتح بن أبي الفوارس، وخلف بن محمد الواسطي، وأبو بكر الباقلاني، وأبو عمر محمد بن الحسين البسطامي، وأبو بكر البرقاني، وأبو نعيم الأصبهاني، ومحمد بن الحسين بن بكير، وأبو القاسم بن بشران، والمحدث علي بن عمر الأسداباذي، والحسن بن شهاب العكبري، وأبو عبد الله بن باكويه، وبشرى الفاتني، وأبو طالب عمر بن إبراهيم الزهري، ومحمد بن المؤمل الوراق، وأبو القاسم الأزهري، والحسن بن محمد الخلال، وعبيد الله بن عمر بن شاهين، وأبو طاهر محمد بن علي بن محمد بن العلاف الواعظ، وأبو علي الحسن بن علي بن المذهب، وأبو محمد الحسن بن علي الجوهري.
- منزلته عند علماء الجرح والتعديل: قال أبو الحسن بن الفرات: «هو كثير السماع إلا أنه خلط في آخر عمره، وكف بصره، وخرف حتى كان لا يعرف شيئًا مما يقرأ عليه»، قال ابن أبي الفوارس: «لم يكن بذاك، له في بعض المسند أصول فيها نظر، ذكر أنه كتبها بعد الغرق، وكان مستورًا صاحب سنة». وقال السلمي: «سألت الدارقطني عنه فقال: ثقة زاهد قديم، سمعت أنه مجاب الدعوة».[2]